# دوراج
دوراج (به لاتین: Duraj) یک منطقهٔ مسکونی در افغانستان است که در ولسوالی کوف‌آب واقع شده‌است.